# Falklandwolf
De falklandwolf (Dusicyon australis), ook wel warrah genoemd, is een uitgestorven zoogdier dat behoort tot de hondachtigen en voor het laatst werd waargenomen in 1876. Het dier kwam alleen voor op de Falklandeilanden, en had een roodbruine vacht en een staart met een witte punt. Het dier was al bekend bij de eerste zeevaarders, zoals de Engelsman Strong die de eilanden in 1690 bezocht. Het dier werd in 1792 door Robert Kerr in zijn vertaling en bewerking van Systema naturae  van Carl Linnaeus opgenomen.

## Kenmerken en leefwijze
De falklandwolf is kleiner dan een wolf. De kop-romplengte was negentig centimeter en een staartlengte van dertig centimeter, dit is binnen de range van lengten van een groot formaat gewone vos.
Waarschijnlijk voedde de falklandwolf zich met kleine dieren die ook op de Falklandeilanden voorkwamen, zoals pinguïns, maar hij kan ook op schapen gejaagd hebben. De falklandwolf leek geblaft te hebben als een hond en niet als een wolf gehuild te hebben.

## Status
De Falklandeilanden zijn sinds 1764 gekoloniseerd. In maart 1833 en opnieuw in maart 1834 bezocht Charles Darwin de eilanden en schreef dat het daar het enige oorspronkelijke landzoogdier was. De falklandwolf nam toen al sterk in aantal af in het westen van de Falklandeilanden. Aangezien het dier voor de aankomst van de moderne kolonisten geen ervaring met mensen had, was de falklandwolf niet schuw. Omdat men dacht dat de falklandwolf schapen doodde, is men op het dier gaan jagen. Men probeerde hem bijvoorbeeld te vergiftigen en vallen te zetten. Vermoedelijk is het dier uitgestorven ten gevolge van die bejaging. De laatste falklandwolf werd in 1876 bij Shallow Bay in het noorden van West-Falkland gedood.

## Afstamming
De nauwste nog niet uitgestorven verwant is de Zuid-Amerikaanse manenwolf en hun meest recente gemeenschappelijke voorouder leefde zes tot zeven miljoen jaar geleden. De falklandwolf is echter het meest verwant aan de eveneens uitgestorven Dusicyon avus die leefde in Patagonië en met wie hij ongeveer zestienduizend jaar geleden de meest recente gemeenschappelijke voorouder deelt. Deze datering komt ook overeen met een geologische ontdekking dat in dezelfde periode zich een reeks van vier onderzeese terrassen had gevormd op het Argentijnse continentaal plat als gevolg van de lage zeespiegel. Dit suggereert dat de vroegste voorouders Dusicyon naar de eilanden kwamen via een smalle, ondiepe zeestraat - het meest waarschijnlijk, terwijl deze was bevroren.